# Faculté d'études supérieures Cuautitlán
La Faculté d'études supérieures Cuautitlán est une institution académique multidisciplinaire de l’Université nationale autonome du Mexique (UNAM) située dans la municipalité de Cuautitlán, état du Mexique. La FES Cuautitlán était la première faculté située hors du campus principal de l'UNAM.
Le 22 juin, 1980 la FES Cuautitlán est passée du statut d'École nationale d'études professionnelles (ENEP) à son actuel statut de Faculté d'études supérieures (FES). 

## Histoire

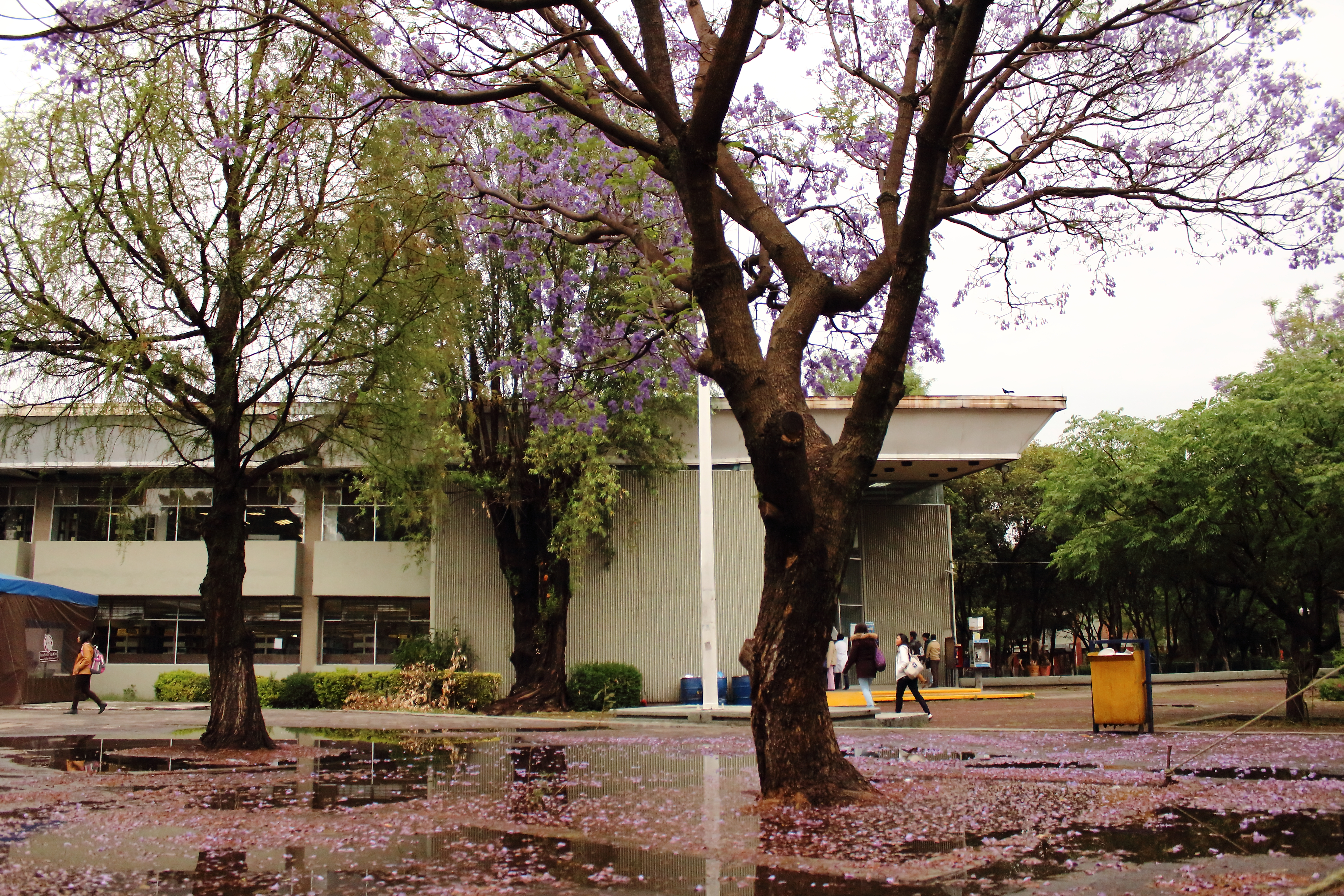
Bibliothèque de la FES-Cuautitlán

### École nationale d'études professionnelles
(juin 2016).
Le contenu est difficilement compréhensible vu les erreurs de traduction, qui sont peut-être dues à l'utilisation d'un logiciel de traduction automatique.
Pour l'année 1961, la croissance excessive de la maison maximale des études a dépassé les prévisions de ses installations. Tel était l'impact social qui a produit la fourniture de nouvelles installations sur une période de mobilité sociale, ce qui a stimulé la demande pour les services offerts. En conséquence, les effectifs ont augmenté sensiblement, ce qui oblige l'Université à rechercher de nouvelles alternatives.
Cette situation a été exprimée par l'alors recteur de l'UNAM, le Dr Pablo Gonzalez Casanova en 1972 au Conseil de l'Université, où il a évoqué le potentiel limité pour l'expansion de la cité universitaire et a grandi comme nécessaire pour le développement des unités d'enseignement dans différentes villes voisines à Mexique. Ces unités, selon la proposition, feraient partie d'un modèle pluridisciplinaire et École nationale d'études professionnels (Escuela Nacional de Estudios Profesionales) seraient appelés.
Chacun de ces centres aurait un système innovant car il serait indépendant à la fois académique et administratif; et comprennent également un département de l'organisation établie en relation avec les domaines d'étude ou de carrière.
ENEP, en plus d'être le principal travail de la gestion Soberonista, intégré une somme de caractéristiques qui répondraient au modèle officiel de la modernisation: premier point au moins sur le plan formel, sa mise en œuvre était due, pour la première fois dans l'histoire UNAM, une conception technique basée sur la planification de l'université, qui a exprimé la nouvelle rationalité dans les décisions des universités. Ensuite, leur nature décentralisée, et contenir la croissance du campus universitaire, l'université communautaire dispersés géographiquement, contribuant ainsi à la stabilisation politique institutionnelle. Enfin, la modernisation de son organisation académique éléments à travers la départementalisation et la structure appel matricial2 incorporé.
En 1973, il prend le relais en tant que directeur de l'UNAM Dr Guillermo Soberón Acevedo, qui a poursuivi le projet des nouvelles unités multidisciplinaires pour le plus haut siège de l'apprentissage; Cuautitlan Izcalli définie comme l'un des nouveaux quartiers généraux de la décentralisation de l'Université.
Les unités multidisciplinaires de projets visant à promouvoir interdisciplinaire et multidisciplinaire, lier la recherche et de l'enseignement et l'intégration de la théorie et de la pratique; à la recherche pour les courses qui donnent ces unités étaient complémentaires et, ensemble, ont offert le plus grand éventail de carrières possibles.
Avec cette vision, le 19 février 1974, le Conseil de l'Université a approuvé la création de l'École nationale d'études professionnelles Cuautitlan, établissant leur indépendance, à la fois académique et administrative, de l'une des autres écoles et collèges; et régie par la loi organique et le Statut général de l'UNAM.
Deux mois plus tard, le 22 avril, l'École nationale d'études professionnelles a été inaugurée dans la ville de Cuautitlán Izcalli, État de Mexico, alors recteur Dr Guillermo Soberón Acevedo, à titre de directeur du même Dr Jesus Guzman Garcia. 
École a commencé à fonctionner immédiatement dans les champs un, deux et trois avec un effectif de 3 000 450 étudiants de première année et des carrières d'enseignement administration, droit, ingénierie, médecine vétérinaire et des sciences des animaux, la dentisterie et la chimie.

### Administration
- Dr Jesus Guzman Garcia (1974-1978).
- Ing. Manuel Viejo Zubicaray (1978-1981).
- Ing. Guillermo Aguilar Campuzano (1981-1985).
- Dr José Luis Galván Madrid, (1985-1989).
- Keller Dr Jaime Torres, (1989-1997).
- Dr Juan Antonio Crespo Mountaineer (1997-2005).
- Dra. Suemi Rodríguez Romo (2005 - 2013).
- M.C. Jorge Alfredo Cuellar Ordaz (2013-2017).

## Programmes d’études
Les domaines suivants sont étudiés
- Chimie
- Chimie industrielle
- Chimie pharmaceutique biologiste
- Chimie de diagnostic
- Pharmacie
- Ingénierie chimique
- Ingénierie en alimentation
- Médecine vétérinaire
- Ingénierie en agriculture
- Ingénierie en électromécanique

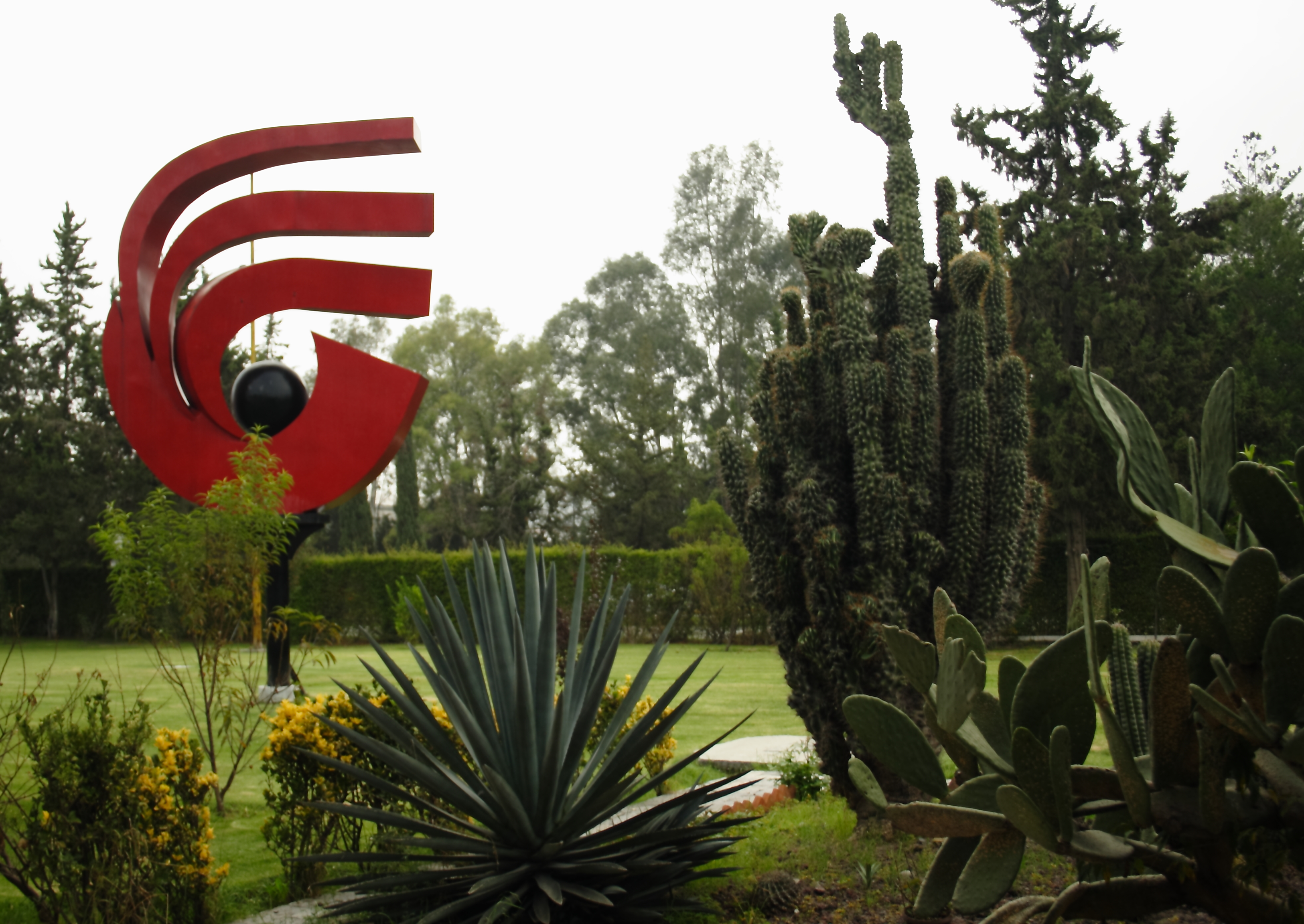
FES Cuautitlán, Mexique.

- Ingénierie  des télécommunications, systèmes et électronique
- Ingénierie Industrielle
- Technologie
- Comptabilité
- Administration
- Informatique
- Design et communication visuels